# Coleosporiàcies
Les coleosporiàcies (Coleosporiaceae) són una família de fongs basidiomicots de l'ordre dels puccinials (Pucciniales). Melampsora pinitorque i Coleosporium senecionis ataquen als pins produint una infecció coneguda com a rovell del pi. Tenen hostes successius, normalment un arbre i una planta amb flor, i fins a cinc fases en l'estat d'espora. Moltes de les espècies causen grans perjudicis, i sovint alta mortalitat, en els boscos de coníferes.

## Taxonomia
La família Coleosporiaceae inclou 8 gèneres i unes 300 espècies:
- Aculeastrum
- Ceropsora
- Chrysomyxa
- Coleosporium
- Cronartium
- Diaphanopellis
- Gallowaya
- Rossmanomyces